# ロータス・エヴォーラ
エヴォーラ（Evora）は、ロータス・カーズが生産・販売していた4人乗り(2+2)のスポーツカー。

## 概要
エリーゼやヨーロッパSの成功を受け、さらに上級志向のスポーツカー開発計画の噂が2007年に浮上。ロータス・イーグルという開発コード名が漏れ伝わる中、2008年7月の英国国際モーターショーで実車が公開された。
「エヴォーラ（Evora）」は“evolution”、“vogue”、 “aurora”の3語に由来する造語であり、車名の頭文字を「E」とする同社の慣例にのっとった命名となっている。
1995年に発売されたエリーゼ以来となる完全新設計であるが、2ドアのミッドシップ・スポーツカーの基本スタイルは踏襲される。
エヴォーラは2009年春に欧州で販売を開始、生産台数は年間約2,000台となる。

## 特徴
エリーゼ以来13年ぶりとなる完全新設計。過去の重厚長大路線での失敗を教訓に、上級志向ながらも極端な大型化、高価格化を避け、車体はエリーゼよりも一回り拡大されるに留まっている。しかし、V6エンジンの搭載や快適装備の充実により、車重はついに1tの大台を超え、1,390kgとなっている。
エリーゼやヨーロッパSに対し、乗り心地と乗降性を重視した設計となっており、内外装の高級感を向上させつつ、生粋のスポーツカーとしての雰囲気を強く押し出し、決して鈍重化、虚飾化と思わせない大きさとスタイルにまとめ上げられている。
エリーゼ系のフレーム構成を踏襲するものの、サイドシル幅を100mmから80mmへ減じ、ドア開口部を天地、前後方向ともに拡大、前席のヒップポイントを65mm高くした結果、乗降性は向上している。

### 車体
エリーゼやヨーロッパSと同じ2ドアのミッドシップ・スポーツカーである。
車体骨格もエリーゼなどと同様にアルミ押し出し材を接着剤で組み合わせたもので、ロータスではこの手法を様々な車種向けに展開・応用できるように規格化し、VVA（Versatile Vehicle Architecture）と呼んでいる。エヴォーラはVVAを採用した最初の生産車となる。
シートは2+2の4座で、後席は子供用あるいは荷物置き程度の大きさしかない。後に後席をラゲッジスペースとした2シーターが追加された。また屋根は最初から溶接されており、取り外すことはできないが、将来的にオープン仕様が加えられる可能性があることも発表されている。

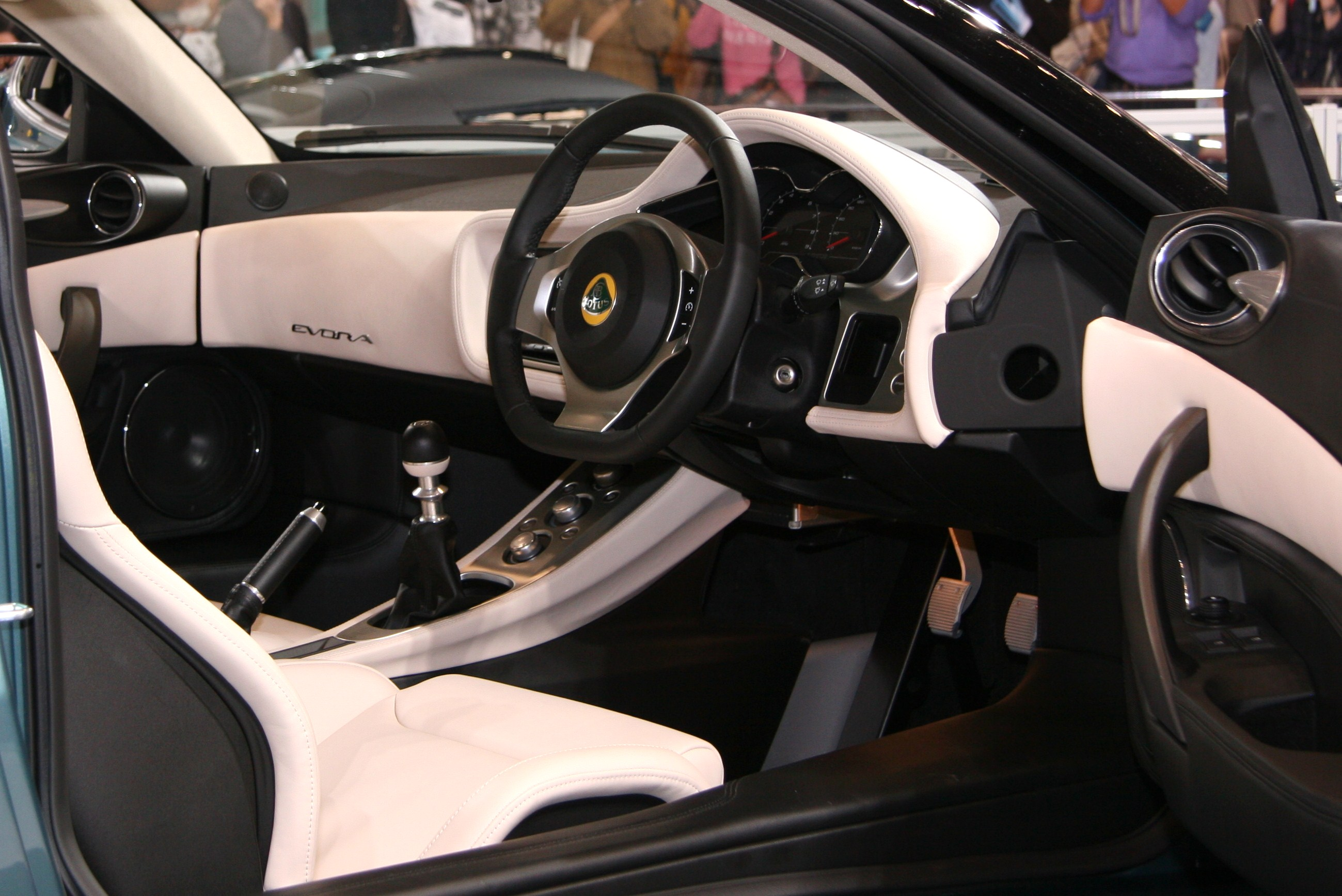
室内

### パワートレイン
パワートレインはFF用のエンジンをミッドシップに横置きする。エンジンはアルファード、エスティマ、ハリアー、ブレイドマスターなどにも搭載されているトヨタ自動車製3,456ccのV型6気筒エンジンである2GR-FE型を使用。ただしインテークマニホールド、エキゾーストマニホールド、ギアボックス、制御プログラムはロータス製となる。当初6速MTのみの設定となっていたが、2011年に6速ATのIPSが加わった。最高出力は280PS/6,400rpm、最大トルクは35.7kg·m/4,600rpm、最高速度は261km/h。IPSの最高速度は250km/h。
2011年にはスーパーチャージャーを装備したエヴォーラSが登場した。最高出力・トルクは350PS/7,000rpm、40.8kg·m/4,500rpm、最高速度は277km/h。大型ディフューザーを装備し、全長が4,370mmから4,380mmとなった。

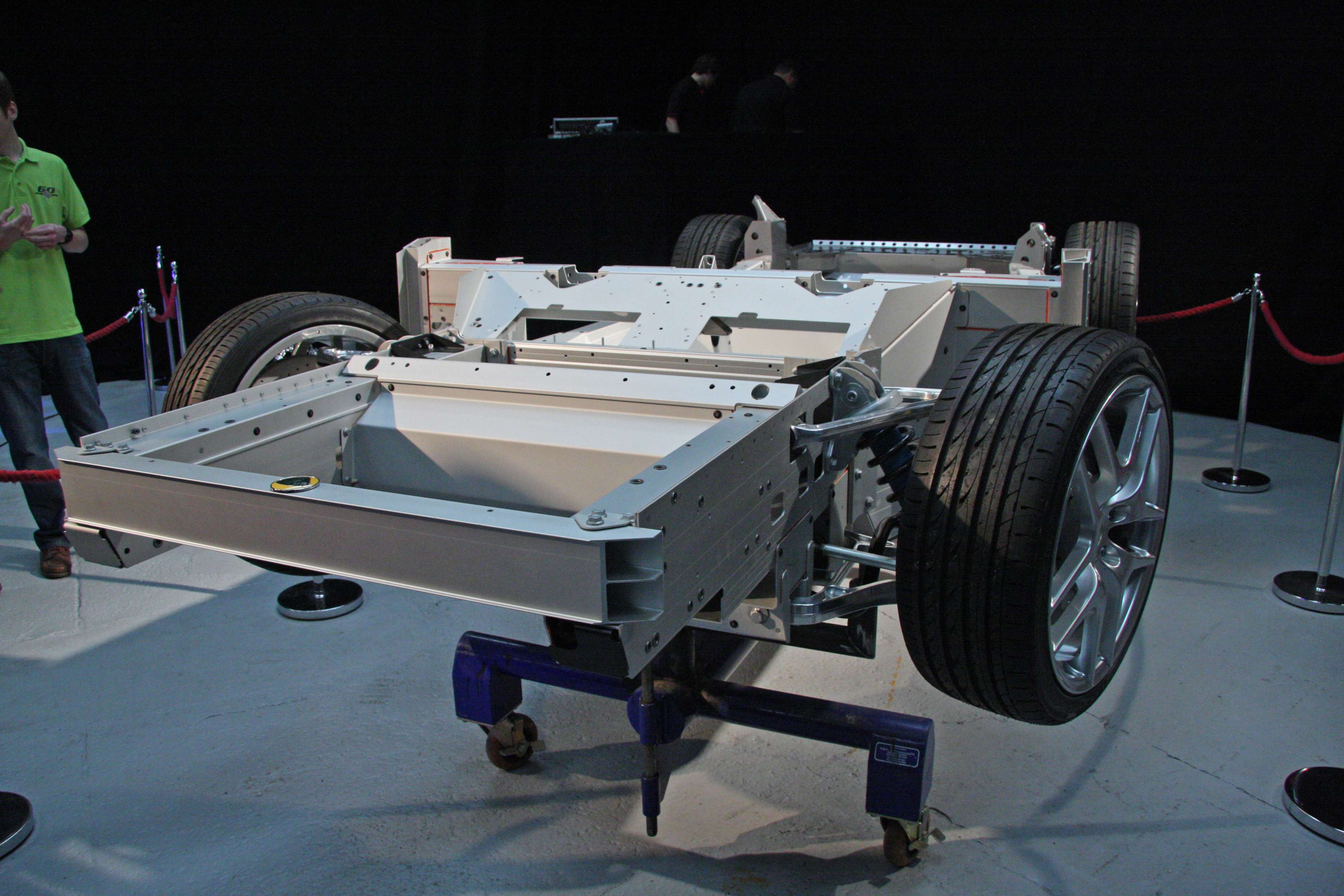
シャシ
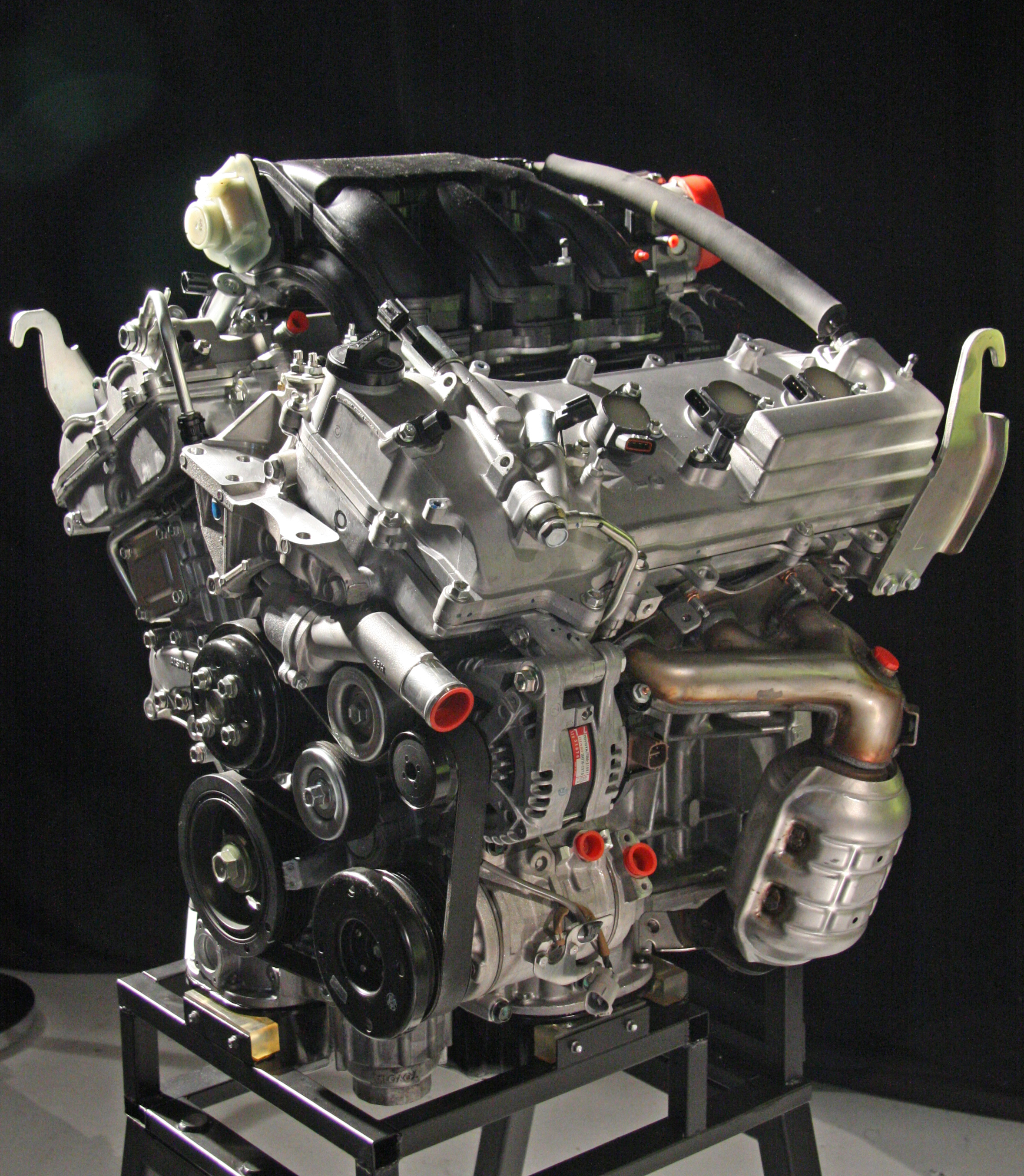
エンジン

## 競技参戦
LM-GTE仕様やグループGT4仕様が存在するほか、2015年のSUPER GTよりマザーシャシーを用いたマシンがGT300クラスにカーズ東海28から参戦する。

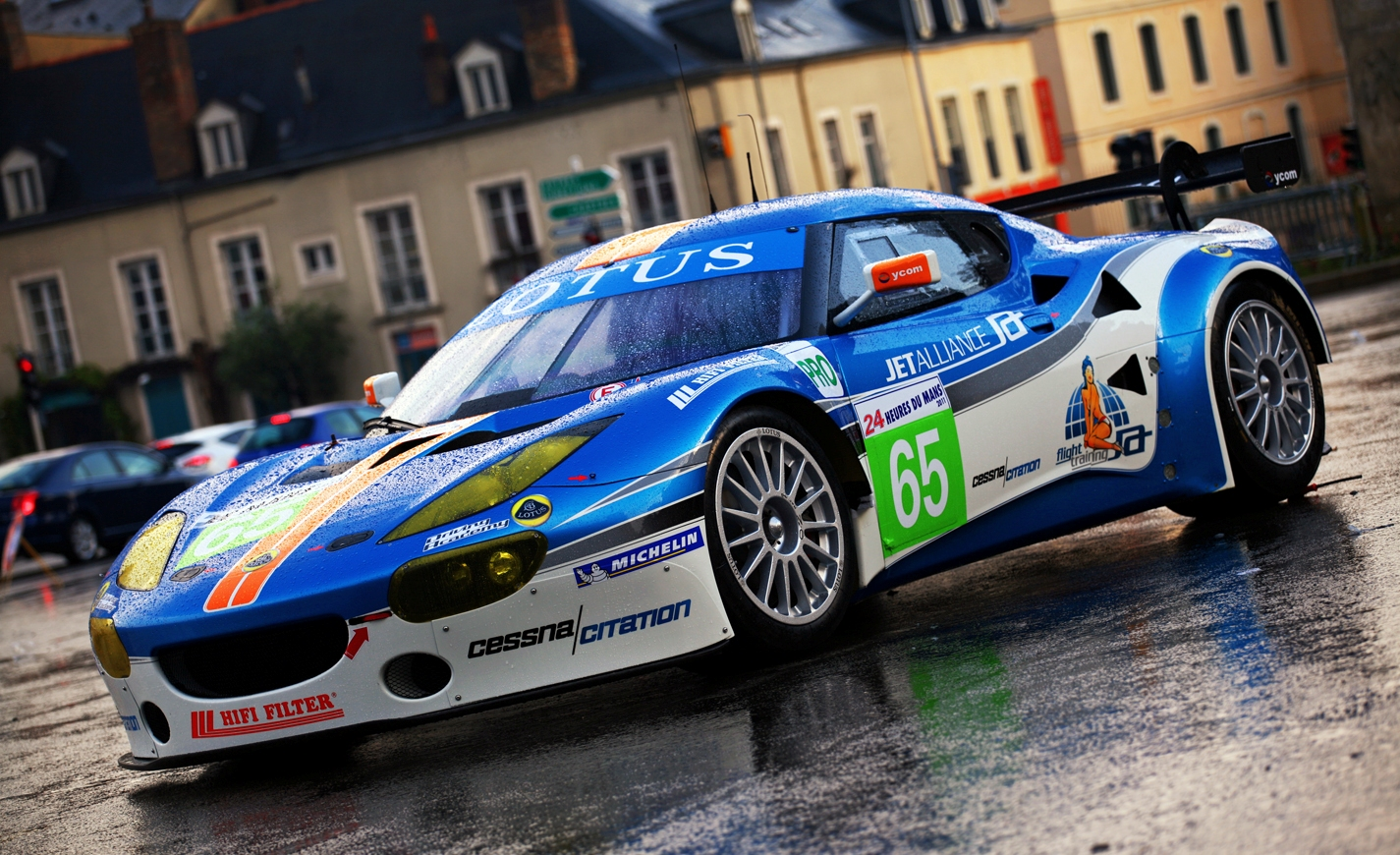
LM-GTE仕様
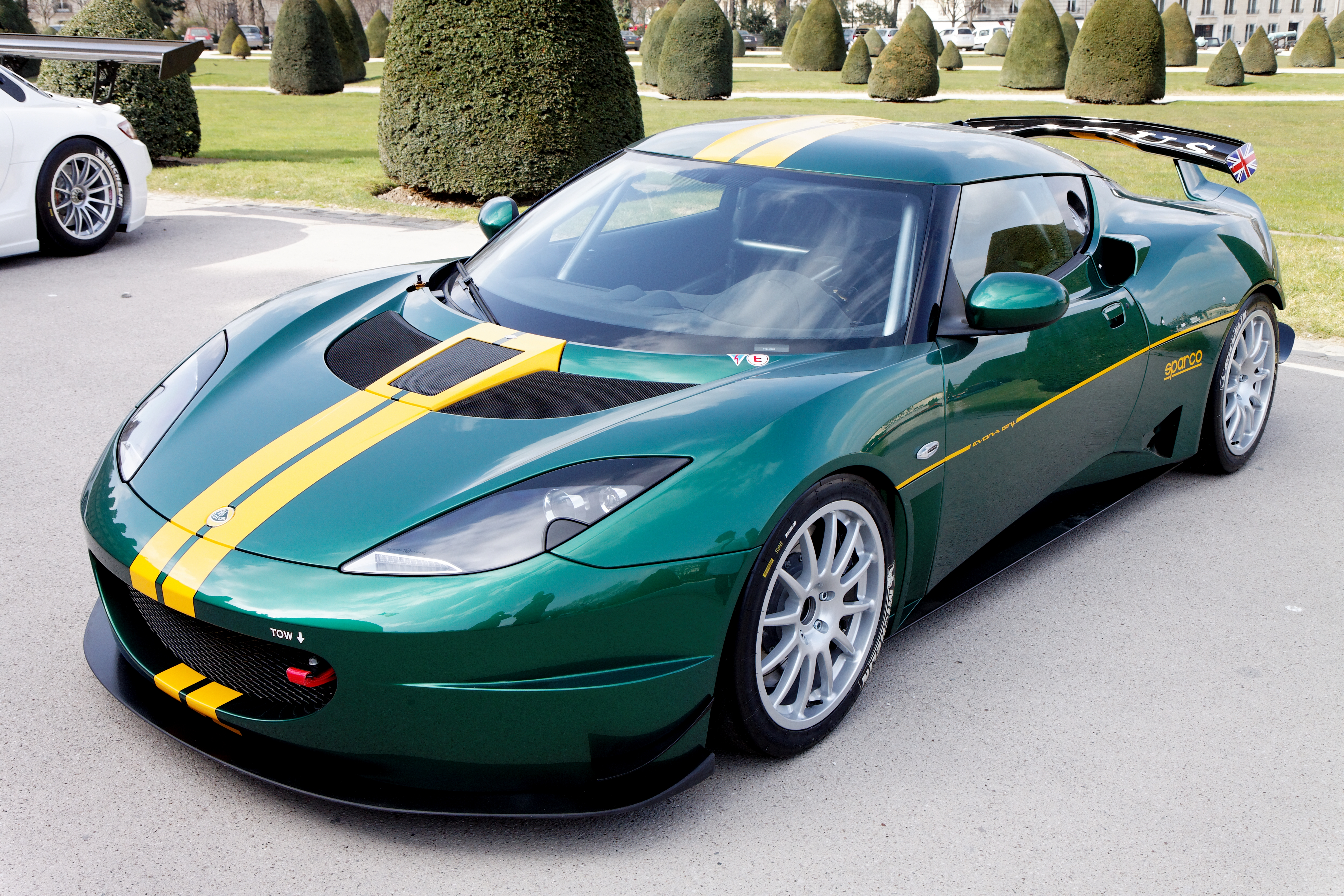
FIA-GT4仕様
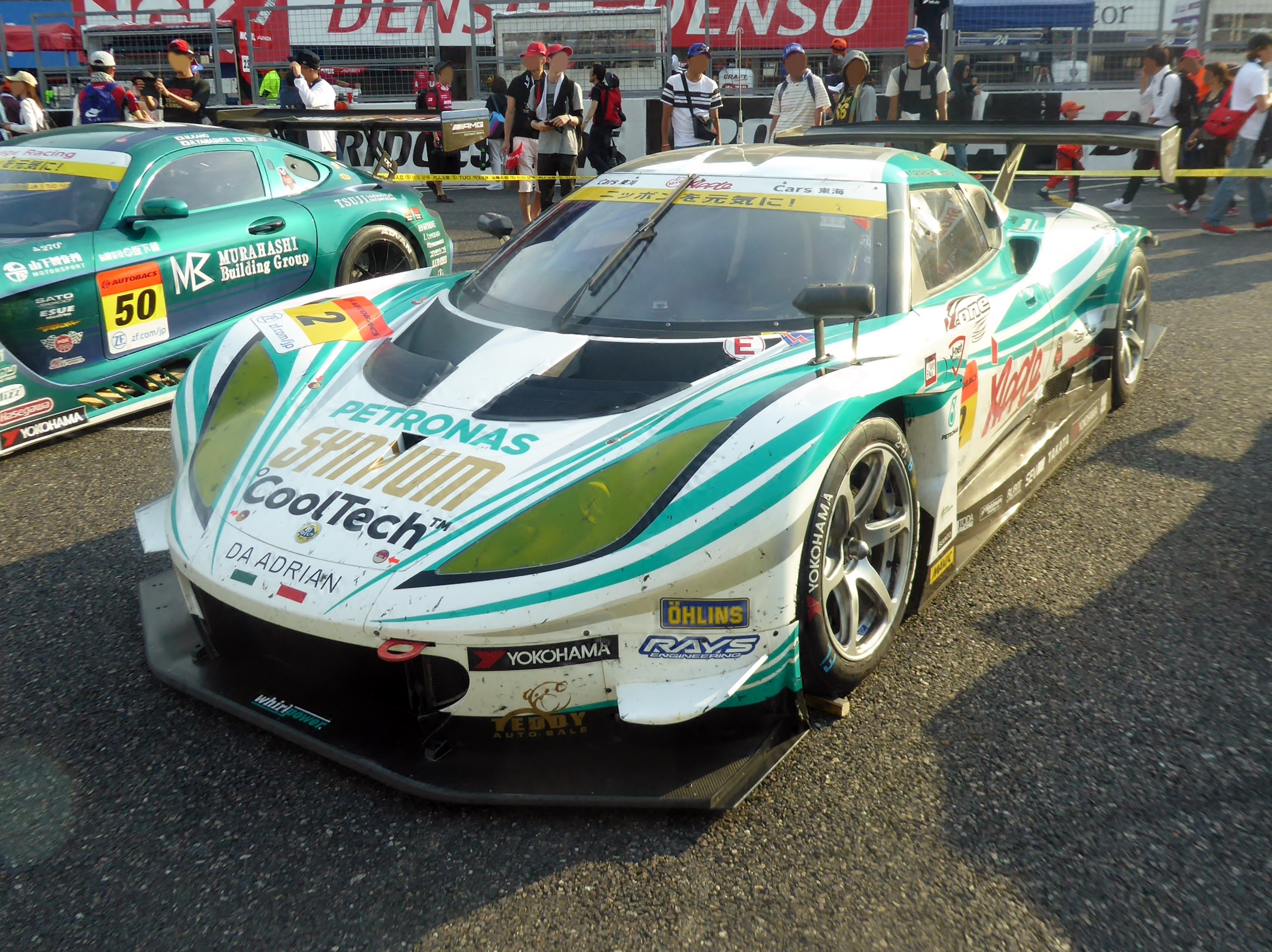
GT300仕様

## 主なラインナップ
- エヴォーラ - ベーシック車。2009年発売。
- Type124[2] - 競技用ベースモデル、FIA-GT4やLM-GTE仕様のベースとなる。2009年。2010年のモントレー・ヒストリックカー・ウィークではKVレーシングテクノロジーによるGT4仕様車のデモランが行われ[3]、YouTubeで公開されているプロモーション動画[4]には当時KVレーシングテクノロジーに所属していた佐藤琢磨が解説する場面もある。GTE仕様車は2011年のルマン24時間レースに出走し、22位で完走している。
- エヴォーラS - ハイパフォーマンスモデル。2011年発表。
- IPS - AT仕様車。2011年発表。
- エヴォーラGTE - 2011年発表。GTE仕様車をイメージしたロードカー。中国向けに『チャイナエディション』という限定モデルが存在する[5]。
- エヴォーラGTEロータスF1チームエディション - 2012年発表。当時のロータスF1マシンをイメージした仕様、ロータスF1チームからF1に復帰したキミ・ライコネンにプレゼントされた[6]。
- エヴォーラ414Eハイブリッド - 2011年発表、2019年に販売。一台のみ制作[7]。

### 2015年マイナーチェンジ後
- エヴォーラ400 - ベーシック車。ベーシックモデルからスーパーチャージャー装備となる。400は、パワーユニットの最高出力が約400psであることにちなむ。
- エヴォーラスポーツ410 - 2016年発表。ハイパフォーマンスモデル。
- エヴォーラスポーツ410GPエディション - 2017年発表。アメリカ市場向けに5台のみ生産。いわゆるJPSカラーとなっている[8]。
- エヴォーラGT430 - 2017年発表。当時のロータスのフラッグシップとされる。60台限定。
- エヴォーラGT410スポーツ - 2018年発表。スポーツ410の後継車。
- エヴォーラGT430スポーツ - 2018年発表。GT430がカタログモデル化された。GT430にあったリアスポイラーが装備されない等、オプション設定は異なる。
- エヴォーラGT4コンセプト - 2019年発表。GT430をベースとしたレース仕様のコンセプトカー。同年のグッドウッド・フェスティバル・オブ・スピードにてデモランを披露している[9]。
- エヴォーラGT410 - 2020年発表。GT410スポーツのコンフォート仕様。GT410スポーツではルーバーだったエンジンフードが窓に戻されるなど日常使い向きの仕様。2020年4月時点ではGT410とGT410スポーツの2車種のみのラインナップとなる[10]。